# Ursula Pausch-Gruber
Ursula Pausch-Gruber (* 12. Mai 1933 in München; † 22. August 1996 ebenda) war eine deutsche Politikerin (SPD).

## Leben
Pausch-Gruber erreichte die mittlere Reife und machte ein Krankenpflegepraktikum in Düsseldorf und Stuttgart. Sie machte eine Ausbildung zur Redakteurin beim Ring Nordbayerischer Tageszeitungen in Bayreuth und war dort verantwortliche Redakteurin für das Bayernressort und später Redakteurin in der Frankenredaktion der Nürnberger Nachrichten, ebenso Mitherausgeberin der Zeitschrift spw – Zeitschrift für sozialistische Politik und Wirtschaft.
1993 gab sie ihr Bundesverdienstkreuz zurück. In der Pressemitteilung der Arbeitsgemeinschaft sozialdemokratischer Frauen vom 1. Dezember 1993 heißt es dazu:

„‚Ich möchte nicht länger einen Orden haben‘, schrieb Uschi Pausch-Gruber an Weizsäcker, für den auch ‚alte Nazis, waffenschiebende oder steuernhinterziehende Wirtschaftsbosse und Politiker und Politikerinnen, nur weil sie lange genug im Geschäft sind‘, für würdig erachtet werden, während Verfolgte des Naziregimes als unwürdig diffamiert würden, weil sie den ‚unverzeihlichen Fehler‘ begangen hätten, seit der Zeit ihrer Verfolgung durch Hitlers Schergen Kommunist geblieben zu sein. Ursula Pausch-Gruber: ‚Ich schließe mich selber aus einem Bund aus, dessen Kriterien für die Zuerkennung der Auszeichnung ich nicht akzeptieren kann als Tochter und Enkelin jüdischer Frauen, als Sozialdemokratin, als Feministin und Bürgerin.‘“

## Politik
1960 wurde Pausch-Gruber Mitglied der SPD. Sie war stellvertretende Bundesvorsitzende der Arbeitsgemeinschaft sozialdemokratischer Frauen und Vorsitzende der SPD-Landesfrauenarbeitsgemeinschaft in Bayern. Ihre Arbeitsgebiete waren Frauen- und Familienpolitik, Landesplanung und Umweltschutz sowie Medienpolitik. Von 1974 bis 1990 war sie Abgeordnete des Bayerischen Landtags.

## Schriften
- Es mangelt an Solidarität. Entwicklung und Ziele der Arbeitsgemeinschaft sozialdemokratischer Frauen. In: Willy Brandt (Hrsg.): Frauen heute - Jahrhundertthema Gleichberechtigung. Rowohlt, Reinbek bei Hamburg 1978, ISBN 3-434-00379-7, S. 73–87.
- Die Quotendiskussion in der Arbeitsgemeinschaft sozialdemokratischer Frauen. In: Mechthild Jansen (Hrsg.): Halbe-Halbe. Der Streit um die Quotierung. Elefanten Press, Berlin 1986, ISBN 3-88520-198-4, S. 84–91.